# Телескоп Гершеля (сузір'я)

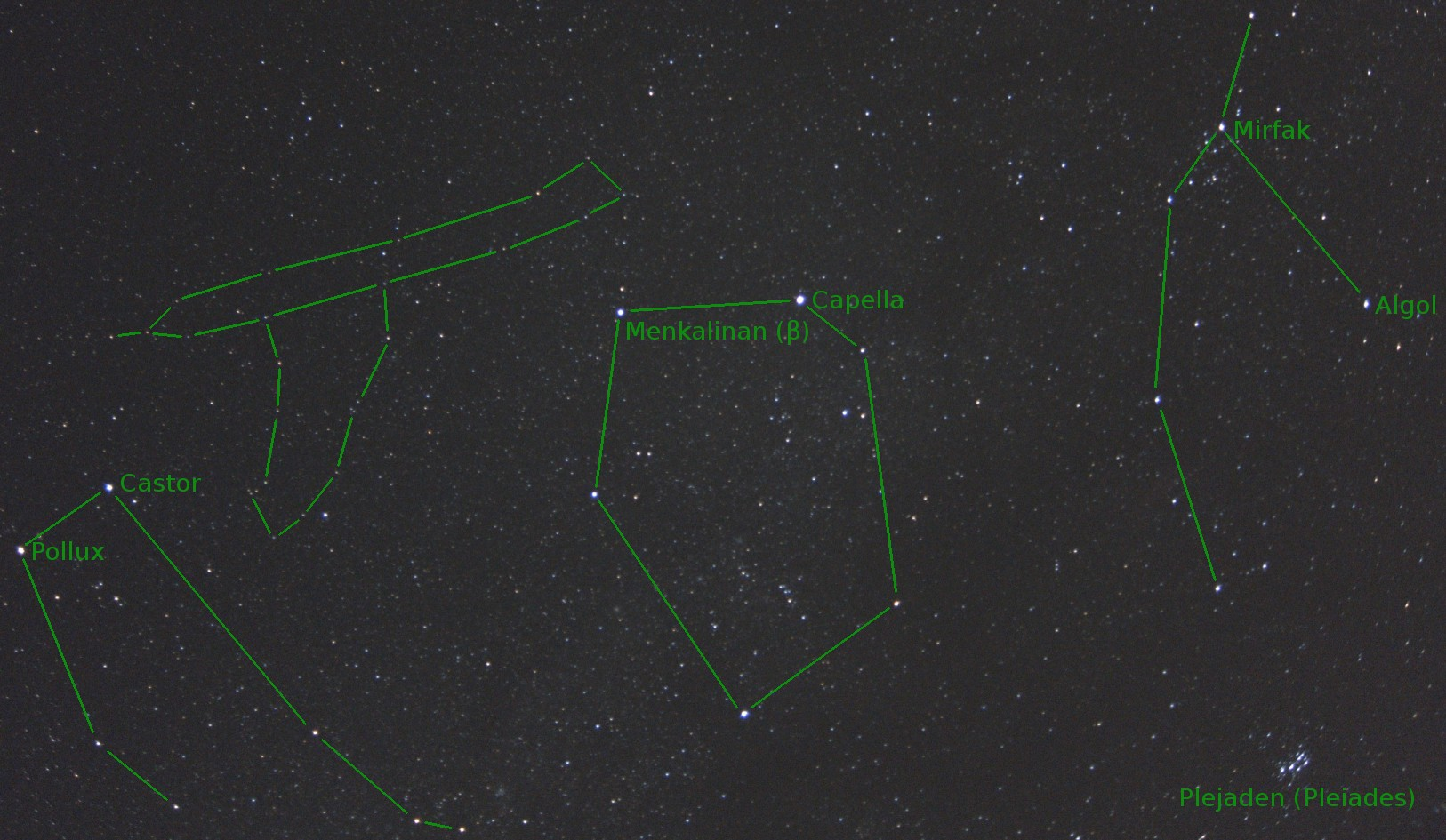
Телескоп Гершеля із сусідніми сузір'ями Близнята, Візничий, Персей та астеризмом Плеяди

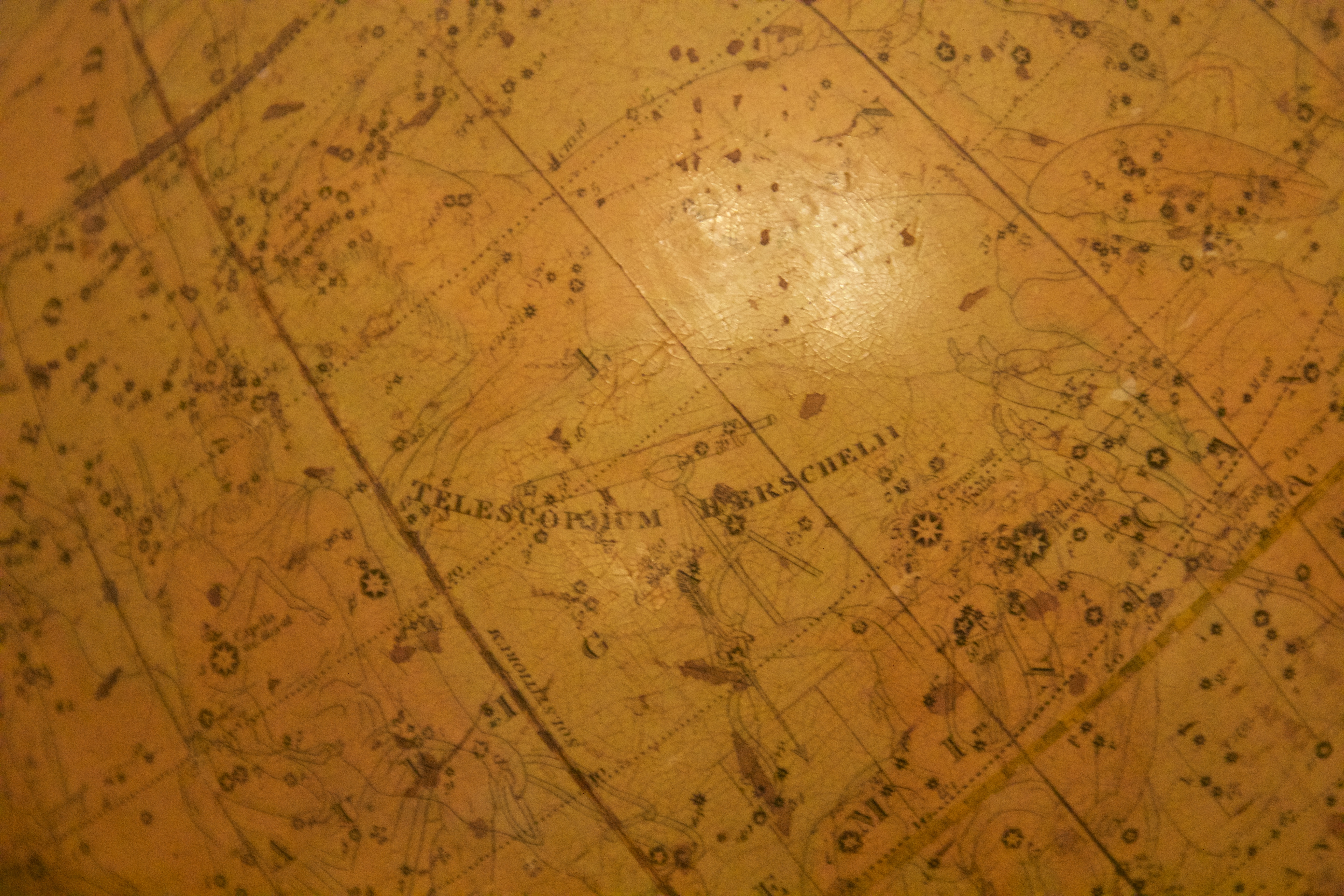
Телескоп Гершеля на небесному глобусі в Музей астрономії Гершеля в Баті

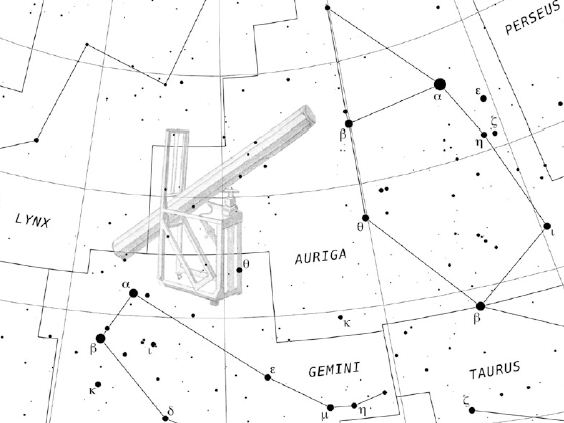
Художнє зображення Телескопа Гершеля

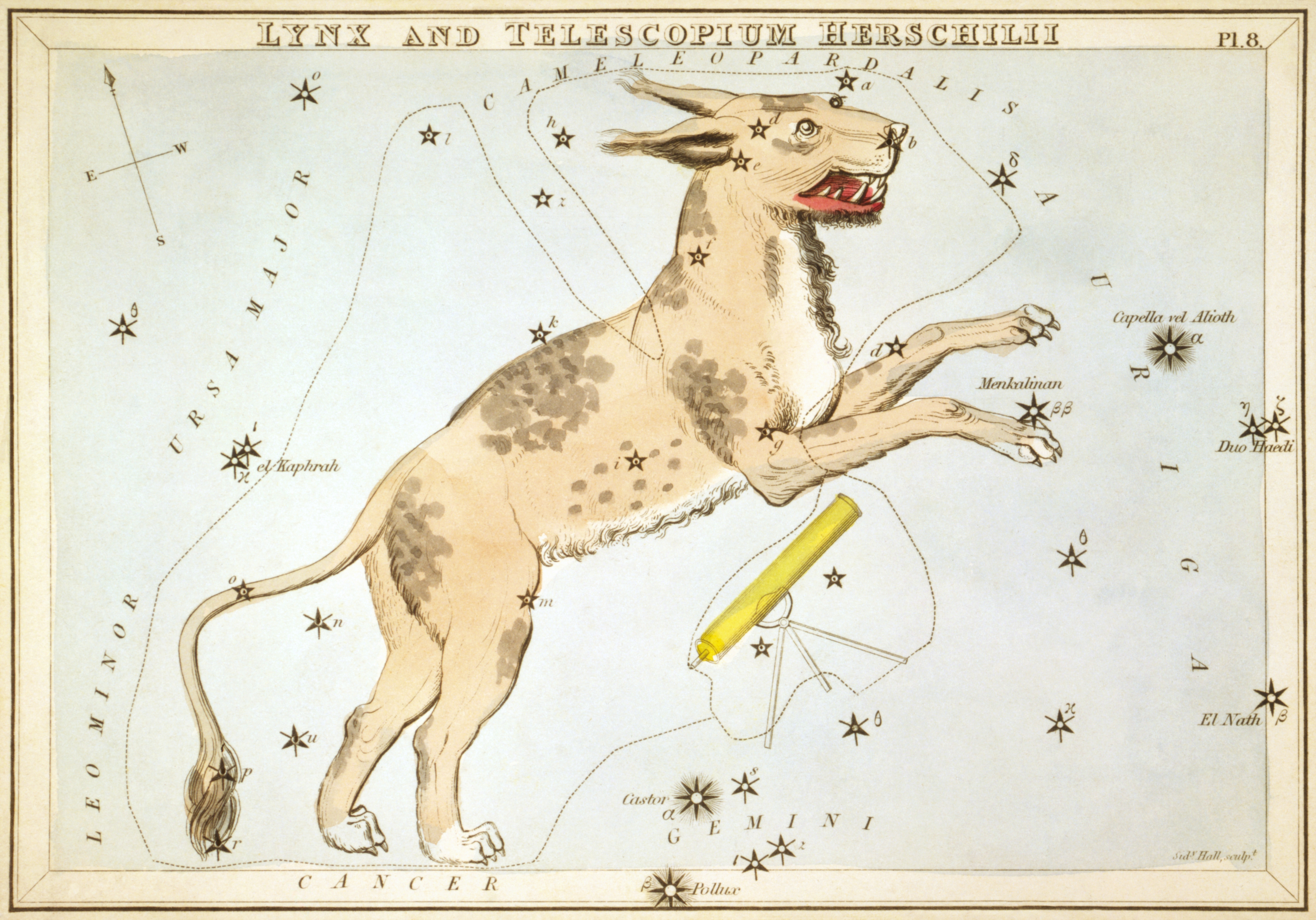
Ілюстрація Телескопа Гершеля в «Дзеркалі Уранії» (1825), поруч із Риссю

Телескоп Гершеля (лат. Telescopium Herschelii) — колишнє сузір'я у північній небесній півкулі. Максиміліан Гелл заснував його в 1789 році на честь відкриття Вільямом Гершелем планети Уран. Сузір'я вийшло з ужитку до кінця XIX століття. Найяскравішою зорею сузір'я була Тета Близнят з видимою зоряною величиною 4,8.

## Історія
Це було одне з двох сузір'їв, створених Максиміліаном Геллом у 1789 році на честь відкриття планети Уран англійським астрономом Вільямом Гершелем. Назване Геллом Великим Тубусом Гершеля (лат. Tubus Hershelli Major), воно зображало 20-футовий телескоп Гершеля та знаходилось в сучасному сузір'ї Візничого біля його границі з Риссю та Близнятами. Іншим запропонованим Геллом сузір'ям був Малий Тубус Гершеля (лат. Tubus Hershelli Minor), який лежав між Оріоном і Тельцем. Два телескопи знаходилися біля зорі Дзета Тельця, де Гершель вперше помітив планету Уран.
Йоганн Елерт Боде перейменував сузір'я на Телескоп Гершеля та відкинув менше сузір'я телескопа у своєму зоряному атласі «Уранографія» 1801 року. У своєму атласі він проілюстрував сузір'я давнішим, 7-футовим телескопом Гершеля. Деякі укладачі небесних карт ігнорували це сузір'я (зокрема, Аргеландер у 1843 році, Проктор у 1876 році, Россер у 1879 році та Прітчард у 1885 році), проте він з'явився у двох роботах 1890-х років. У 1899 році Аллен зазначив, що це сузір'я стає застарілим. У 1930 році, коли Міжнародний астрономічний союз затвердив офіційні межі сузір'їв, зорі Телескопа Гершеля увійшли до складу сузір'їв Візничого, Близнят та Рисі.

## Зорі
ψ2 Візничого (також відома як 50 Візничого), з видимою зоряною величиною 4,8, була другою за яскравістю зорею в сузір'ї, Боде присвоїв їй позначення «a». Розташована на відстані 420 ± 20 світлових років від Землі, ця зоря є помаранчевим гігантом спектрального класу K3III, хоча зоря θ Близнят зоряної величини 3,60 яскравіша. Інші зорі, що належать до сузір'я, включають ψ4, ψ5, ψ7, ψ8, ψ9, 63, 64, 65 і 66 і o Близнят.
Вік ψ5 Візничого, як вважається, оцінюється приблизно в 4 мільярди років, це зоря, схожа на Сонце, спектрального типу G0V, яка приблизно в 1,07 раза масивніша за Сонце та в 1,18 раза більша за розміром. Біля неї спостерігають навколозоряний пиловий залишковий диск.